# StarCraft II: Wings of Liberty
StarCraft II: Wings of Liberty là trò chơi điện tử chiến lược thời gian thực loại khoa học quân sự viễn tưởng được phát triển và phát hành bởi Blizzard Entertainment cho Microsoft Windows và Mac OS X. Là phần tiếp theo của trò chơi điện tử đạt giải thưởng năm 1998 là StarCraft và bản mở rộng của nó, StarCraft II: Wings of Liberty được phát hành trên toàn thế giới vào ngày 27 tháng 7 năm 2010 . Nó được chia thành 3 đợt: trò chơi cơ bản với tựa đề Wings of Liberty, cùng với 2 bản mở rộng Heart of the Swarm và Legacy of the Void .
Thiết lập vào thế kỷ 26 trong một dải Ngân hà xa xôi, trò chơi xoay quanh 3 chủng loài: Terran, con người lưu vong từ Trái Đất; Zerg, một siêu chủng loài của các dạng sống đồng hóa ; và Protoss, một loài sở hữu sức mạnh tâm linh. Wings of Liberty tập trung vào Terran, trong khi hai bản mở rộng Heart of the Swarm và Legacy of the Void sẽ lần lượt tập trung vào Zerg và Protoss. Trò chơi lấy bối cảnh 4 năm sau các sự kiện của StarCraft: Brood War năm 1998, kể tiếp câu chuyện của Jim Raynor khi ông dẫn dắt một cuộc nổi dậy chống lại đế chế Terran Dominion. Trò chơi bao gồm các nhân vật và các địa điểm mới và cũ từ trò chơi gốc.
Trò chơi nhận được các đánh giá rất tích cực từ các nhà phê bình, nhận được số điểm tổng hợp là 93% từ Metacritic. Tương tự như người tiền nhiệm, StarCraft II được ca ngợi về lối chơi hấp dẫn cũng như giới thiệu tính năng và cách kể chuyện mới mẻ, trong khi sự chỉ trích nhắm vào những điều đã tồn tại trong trò chơi StarCraft gốc nhưng đã bị loại bỏ trong StarCraft II, chẳng hạn như việc thiếu mạng LAN và quyết định chia các khu vực của phần chơi mạng. Trong tháng đầu tiên phát hành, hơn 3 triệu bản StarCraft II đã được bán trên toàn thế giới .

## Lối chơi

Hệ thống giao ban Terran mới cho phép người chơi khám phá bên trong chiến hạm Hyperion.

StarCraft II có sự trở lại của ba loài từ trò chơi gốc: Protoss, Terran và Zerg . Trong chiến dịch Terran, phòng họp trong StarCraft gốc được thay thế bằng một phiên bản tương tác của chiến hạm Hyperion, với Jim Raynor, bây giờ là một đội trưởng lính đánh thuê cay đắng và nghiện rượu, là nhân vật trung tâm. Một khác biệt của StarCraft II so với phiên bản trước đó là chiến dịch phi tuyến tính, Raynor có thể tự do lựa chọn các hợp đồng đánh thuê để lấy tiền thưởng và sử dụng tiền đó mua các đơn vị bổ sung và nâng cấp. Mặc dù mỗi lần chơi là khác nhau nhưng kết thúc giống nhau, nên cốt truyện vẫn tuyến tính. Phó chủ tịch Rob Pardo nhấn mạnh rằng mỗi chiến dịch sẽ hoạt động rất khác nhau . Ở phiên bản thứ hai Heart of the Swarm của Zerg sẽ có yếu tố nhập vai, trong đó người chơi sẽ nâng cấp cho Queen of Blades - Kerrigan - xuyên suốt chiến dịch. Trong bản mở rộng cuối cùng, chiến dịch của Protoss Legacy of the Void phải sử dụng ngoại giao giữa các bộ tộc để có được các đơn vị và công nghệ. Wings of Liberty có 29 nhiệm vụ chiến dịch có thể chơi được, nhưng chỉ có 26 trong số đó là có thể chơi trong một lần chơi duy nhất do có 3 nhiệm vụ lựa chọn một trong 2 tình huống. Một nhiệm vụ bí mật có tên "Piercing the Shroud", có thể được mở khóa trong nhiệm vụ "Media Blitz".
Rất nhiều nhiệm vụ độc đáo được thiết kế trong Wings of Liberty. Ví dụ như trong một nhiệm vụ, dung nham sẽ tràn ngập chiến trường trong mỗi 5 phút, buộc người chơi phải di chuyển các đơn vị của họ lên mặt đất cao hoặc bị phá hủy. Trong một nhiệm vụ khác, các đơn vị của kẻ thù sẽ chỉ tấn công người chơi vào ban đêm. Một nhiệm vụ khác nữa, người chơi sẽ cố gắng chặn một đợt tấn công do AI điều khiển với chỉ một đơn vị duy nhất, "Spectre". Các nhiệm vụ chơi đơn được tùy biến cao và được đặc trưng trong StarCraft II Community Zone. Giữa các nhiệm vụ, người chơi có thể lựa chọn các đơn vị, công trình, và nâng cấp mà không có sẵn trong các nhiệm vụ chơi mạng . Một bổ sung chính mới cho cộng đồng làm bản đồ là StarCraft II Marketplace, nơi các bản đồ chất lượng cao sẽ được bán với một lệ phí nhỏ để là "bản đồ cao cấp" trên Battle.net. Nhà thiết kế Dustin Browder nói rằng ngay cả bản đồ như tạo bởi người chơi trong Warcraft III cũng không đáp ứng yêu cầu chất lượng của một bản đồ cao cấp .
Wings of Liberty có cùng một số đơn vị như StarCraft gốc . Ví dụ, "Zealot" của Protoss, một đơn vị cận chiến từ trò chơi gốc có khả năng dịch chuyển về phía trước và nhanh chóng tiếp cận được những kẻ thù gần đó. Các đơn vị khác đã được thay thế hoặc loại bỏ hoàn toàn . Những thay đổi khác về thiết kế các đơn vị đã được lấy cảm hứng từ các sự kiện của câu chuyện trong StarCraft và bản mở rộng của nó, Brood War, thay thế các đơn vị cũ hoặc đổi tên thành phiên bản mới có các thuộc tính và khả năng khác nhau . Các đơn vị trong StarCraft II cũng có khả năng mới, so với ban đầu, khuyến khích các tương tác phức tạp hơn với môi trường game. Trong số này bao gồm việc các đơn vị có thể đi qua dạng khác nhau của địa hình, hoặc có khả năng dịch chuyển khoảng cách ngắn . Một số đơn vị Protoss có thể được chuyển đến thành các khu vực có "Pylon" bằng cách sử dụng "Warp Gate", một thay đổi nhỏ của một tòa nhà hiện tại được gọi là "Gateway" . Chiến dịch của StarCraft II cũng có các đơn vị độc quyền mà chỉ có thể chơi trong chiến dịch và không có trong chế độ chơi mạng, mặc dù chúng có sẵn cho các bản đồ tùy chỉnh. Những dơn vị chủ yếu trong đó bao gồm các đơn vị đã được tháo dỡ từ sự phát triển như "Diamondback" của Terran cũng như các đơn vị khác nhau trở về từ StarCraft gốc như "Wraith" và "Vulture" của Terran .

### StarCraft IIEditor
StarCraft II Editor là công cụ chỉnh sửa của chiến dịch, bản đồ, và mod. Điều này càng tinh vi hơn so với StarCraft StarEdit và WarCraft III World Editor để tạo ra các bản đồ tùy chỉnh và chiến dịch, và nó là trình biên tập đầu tiên của Blizzard có tính năng tích hợp WarCraft III World Editor mod và hỗ trợ sử dụng. Cập nhật ảnh nghệ thuật và dữ liệu từ bản gốc StarCraft mà không được sử dụng, cùng với các mô hình và dữ liệu đã được loại bỏ trong quá trình phát triển (bao gồm cả những cái được làm như một trò đùa ngày Cá tháng tư) sẽ có sẵn trong trình soạn thảo . [Không giống như trình biên tập trước đây của Blizzard, nó là cái đầu tiên có tính năng kết nối Internet như xuất bản bản đồ, sử dụng, và kích hoạt trực tuyến của khách hàng soạn thảo. Nhà sản xuất Chris Sigaty đã nói rằng trình biên tập cung cấp cho người chơi khả năng tạo ra RPG, loại đơn vị Anh hùng và các công trình tương tự như những gì từ Warcraft III . Tại BlizzCon năm 2009, Blizzard đã chứng minh khả năng xây dựng của Starcraft II Editor, chẳng hạn như khả năng tùy biến giao diện người dùng để bao gồm các tính năng như hệ thống mục từ Warcraft III. Khả năng xây dựng cuối cùng của nó bao gồm việc tạo theo quan điểm người thứ ba cho các nhiệm vụ .
Trình biên tập vốn đã có sẵn lần đầu tiên trong thử nghiệm beta đợt 1 của StarCraft II, khi nó đến với một bản vá. Với sự bắt đầu của giai đoạn 2, trình biên tập đã được cập nhật. Hiện nay, một cộng đồng tạo bản đồ cỡ lớn bằng cách sử dụng trình biên tập, tạo ra trò chơi bắn súng góc nhìn người thứ nhất, trò chơi nhập vai, thủ thành, trò chơi loại AoS. Các cơ sở dữ liệu bản đồ được liên tục cập nhật khi nhà sản xuất tạo ra nhiều bản đồ mods cho cộng đồng. Blizzard cũng đã thay đổi cách mà các bản đồ tùy chỉnh được phân phối. Thay vì lưu trữ các trò chơi bằng cách sử dụng các tập tin bản đồ địa phương, người dùng có thể tạo và tham gia các trò chơi bằng cách sử dụng bản đồ đã được xuất bản cho Battle.net. Người sử dụng hoặc xuất bản bản đồ mod cho Battle.net được giới hạn với tổng số dung lượng lưu trữ 50MB, phân chia giữa 10 tập tin với mỗi tập tin không được lớn hơn 10 MB. Mặc dù Starcraft II Editor cung cấp thêm nhiều tính năng hơn so với StarCraft Editor gốc về tuỳ biến trò chơi, có những lo ngại rằng những hạn chế xuất bản của Battle.net sẽ không cho phép đối với các bản đồ tùy chỉnh quy mô lớn hoặc có bản đồ rộng lớn, trừ khi có một bản đồ xuất bản bên ngoài công cụ .

## Tổng quan

Một thuộc địa của Zerg thu thập tài nguyên và mở rộng quân đội của mình.

### Bối cảnh và nhân vật
Câu chuyện chiến dịch của StarCraft II diễn ra 4 năm sau khi StarCraft: Brood War , và có sự trở lại của các nhân vật cũ bao gồm Zeratul, Arcturus Mengsk, Artanis, Sarah Kerrigan và Jim Raynor. Nó cũng có các nhân vật mới như Rory Swann và Tychus Findlay. Trong StarCraft II, người chơi có thể xem lại thế giới trong trò chơi gốc, như Char, Mar Sara, và Tarsonis, cũng như thế giới mới, chẳng hạn như các hành tinh rừng rậm Bel'Shir và New Folsom. Xel'Naga, chủng tộc không gian cổ xưa chịu trách nhiệm về việc tạo ra Protoss và Zerg, cũng đóng một vai trò quan trọng trong câu chuyện .
Theo kết thúc của Brood War, Kerrigan và quân Zerg của cô đã trở thành lực lượng chiếm ưu thế trong Koprulu Sector, tiêu diệt Lực lượng Viễn chinh của United Earth Directorate, đánh bại quân Terran Dominion, và xâm chiếm quê hương Protoss ở Aiur. Tuy nhiên, sau khi kết thúc Brood War, Kerrigan rút lui về Char, mặc dù có đủ sức mạnh để đè bẹp tất cả các kháng cự còn lại trong Koprulu Sector. Trong 4 năm dẫn đến các sự kiện của StarCraft II, cô đã không được nhìn hay nghe thấy từ bất kỳ nhân vật khác, mặc dù cuộc tấn công cuối cùng cô có thể đến bất cứ lúc nào .
Arcturus Mengsk quay về xây dựng lại Dominion, và củng cố quyền lực của mình trong khi chống đỡ sự quấy rối từ các nhóm đối thủ Terran khác. Valerian Mengsk, một nhân vật được giới thiệu trong cuốn tiểu thuyết Firstborn, sẽ đóng một vai trò quan trọng trong nền chính trị Dominion, do vị trí của anh là người thừa kế ngai vàng. Trong khi đó, Jim Raynor, có vai trò trong các sự kiện của StarCraft và Brood War đã bị gạt ra ngoài lề bởi giới truyền thông kiểm soát bởi Dominion, biến thành lính đánh thuê và hợp tác với "Moebius Foundation", một phe mới quan tâm đến cổ vật Xel'Naga. Chris Metzen, Phó Chủ tịch Phát triển Sáng tạo tại Blizzard, đã nhấn mạnh rằng trong các sự kiện của StarCraft II, Raynor đã trở nên mệt mỏi và cảm thấy bực dọc bởi cách mà anh bị lợi dụng và phản bội bởi Arcturus Mengsk. Các nhân vật khác bao gồm Tychus Findlay, lần đầu tiên được giới thiệu trong phim teaser của StarCraft II, một lính thủy đánh bộ trở thành thành viên của phi hành đoàn Raynor, và Matt Horner, chỉ huy thứ hai sau Raynor, một nhân vật ban đầu được đặc trưng trong tiểu thuyết Queen of Blades .
Sau sự sụp đổ của Aiur và cái chết của nữ hoàng Raszagal, Protoss đã rút lui vào quê nhà Shakuras của Dark Templar. Ở đó, Artanis, một học trò cũ của Tassadar cố gắng thống nhất Khalai Protoss và Dark Templar, những người đã gần như tách ra thành một bộ lạc do kết quả của nhiều thế kỷ mất lòng tin. Zeratul, dày vò về cái chết của Raszagal, đã biến mất để tìm kiếm manh mối cho ý nghĩa khó hiểu về lời thông báo của Samir Duran về loài lai Protoss/Zerg trong nhiệm vụ bí mật của Brood War là "Dark Origin" .

### Cốt truyện
Bốn năm sau Brood War, tổ chức Dominion lại một lần nữa trở thành thế lực Terran thống trị Koprulu Sector. Tin tức báo cáo cho thấy trong 4 năm kể từ khi kết thúc cuộc chiến tranh Brood War, lực lượng quân sự của Dominion đã suy giảm và hàng nghìn tỷ đã được chi cho việc săn lùng lực lượng phiến quân hoạt động chống lại Dominion. Vì một lý do nào đó, Kerrigan đã tập hợp lại bầy Zerg ở Char và biến mất. Vì điều này, người Protoss có cơ hội rũ bỏ được vai trò bị động của mình trong thiên hà. Jim Raynor đã lập ra một tổ chức cách mạng mang tên Raynor's Raiders để tiêu diệt hoàng đế Dominion là Arcturus Mengsk. Ở Mar Sara, Raynor gặp một đồng chí cũ, Tychus Findlay. Cùng nhau, họ giải phóng người dân địa phương khỏi sự kiểm soát của Dominion và cũng khám phá ra thành phần của một cổ vật Xel'Naga bí ẩn. Khi Zerg bắt đầu tràn vào Mar Sara, Raynor sắp xếp một cuộc di tản cùng tàu chiến của mình, Hyperion, chỉ huy bởi Matt Horner.
Raiders sau đó tham gia vào một loạt các nhiệm vụ để tìm kiếm các mảnh còn lại của cổ vật Xel'Naga, mà họ bán cho tổ chức bí ẩn Moebius Foundation để tài trợ cho cuộc cách mạng của họ. Trên đường đi, họ gặp gỡ Gabriel Tosh (một "Spectre", hoặc sát thủ ngoại cảm), và lãnh đạo thuộc địa Haven là tiến sĩ Ariel Hanson. Raiders liền giúp Tosh mua nguyên liệu để đào tạo Spectre mới. Họ cũng viện trợ Hanson khi cô cố gắng di tản những cư dân thuộc địa của mình giữa quân Zerg xâm lấn hành tinh của họ và hạm đội Protoss cố gắng loại trừ sự lây nhiễm. Horner cũng tổ chức một loạt các phi vụ phá hoại Mengsk, với mục tiêu cuối cùng là lật đổ Dominion. Cuối cùng, Zeratul lẻn trên tàu Hyperion để cung cấp một quả cầu tâm linh cho Raynor để anh có thể được chia sẻ tầm nhìn có liên quan tới một lời tiên tri về tương lai của Zerg và Protoss, cũng như loài lai bí ẩn, và sự tiết lộ tối thượng là chỉ Kerrigan có quyền ngăn chặn sự tiêu diệt của tất cả dạng sống trong khu vực và xa hơn nữa.
Sau khi thu thập mảnh thần vật cuối cùng, lực lượng của Raynor chạm trán với đoàn tàu chiến của Dominion tại điểm hẹn với Moebius Foundation. Moebius Foundation được tiết lộ là nằm dưới sự kiểm soát của Valerian Mengsk, con trai Arcturus. Valerian có ý định để cho thấy mình là một người kế nhiệm xứng đáng với cha mình, yêu cầu Raynor giúp anh ta xâm nhập vào Char và sử dụng cổ vật để khôi phục lại nhân tính của Kerrigan, do đó làm suy yếu Zerg. Vì cả phi hành đoàn mất hết tinh thần chiến đấu trước đoàn tàu chiến của Dominion, Raynor buộc phải đồng ý. Khi cuộc xâm lược Char bắt đầu, hạm đội Dominion và Raiders bị thiệt hại bởi sự phòng thủ của Zerg. Raynor chiếm được một chỗ đứng trên Char và quân Dominion còn sót lại đổ bộ lên Char. Lực lượng liên minh tiến thẳng vào Hive Cluster chính của hành tinh, bảo vệ cổ vật cho đến khi nó đột nhiên đạt đầy sức mạnh và kích hoạt, tiêu diệt toàn bộ quân Zerg trong bán kính ảnh hưởng của nó. Nhóm của Raynor tìm thấy Kerrigan trong lúc đó đã trở lại hình dạng của loài người tuy nhiên Tychus tiết lộ rằng ông đã thực hiện một thỏa thuận với Arcturus Mengsk, đổi mạng của Kerrigan lấy sự tự do của riêng mình. Raynor bảo vệ Kerrigan khỏi Tychus và phải bắn chết Tychus Findley trong tiến trình đó..... Cảnh quay cuối cùng cho thấy Raynor mang Kerrigan băng qua chiến trường trong vòng tay của mình 
.

### Diễn viên
Phiên bản sử dụng ngôn ngữ tiếng Anh của StarCraft II đã và quay trở lại giọng nói của một số diễn viên mới. Đạo diễn giọng nói cho trò chơi là Andrea Romano . Hơn 58 diễn viên lồng tiếng đã được thuê cho trò chơi, một số người lồng tiếng cho nhiều nhân vật .
- Robert Clotworthy là Jim Raynor[25]
- Neil Kaplan là Tychus Findlay[25]
- Ali Hillis là Tiến sĩ Ariel Hanson
- Scott Menville là Egon Stetmann
- Brian Bloom là Matt Horner
- Dave Fennoy là Gabriel Tosh
- James Harper là Arcturus Mengsk
- Tricia Helfer là Sarah Kerrigan[25]
- Fred Tatasciore là Zeratul / Swann[25]
- Grey DeLisle là Nova
- Josh Keaton là Hoàng tử Valerian
- Michael Dorn là Tassadar
- Blair Bess là Donny Vermillion
- Rachael MacFarlane là Kate Lockwell

## Phát triển
Thông tin phát triển StarCraft II được công bố vào ngày 19 tháng 5 năm 2007, ở Blizzard Worldwide Invitational tại Seoul, Hàn Quốc . Sự phát triển của trò chơi, ban đầu bị trì hoãn khoảng 1 năm do công ty phải tập trung nguồn lực cho World of Warcraft , bắt đầu vào năm 2003, ngay sau khi Warcraft III: The Frozen Throne được phát hành . Theo Rob Pardo và Chris Sigaty, phát triển cho StarCraft II đã được đưa về giữ trong một năm vào năm 2005 do sự hỗ trợ cần thiết cho World of Warcraft . StarCraft II hỗ trợ phần mềm DirectX 9 (Pixel shader 2.0), và cũng hoàn toàn tương thích với DirectX 10. Nhóm phát triển đã quyết định không thêm hiệu ứng đồ họa độc quyền cho DirectX 10 . Phiên bản Mac sử dụng OpenGL. Trò chơi cũng có tính năng của động cơ vật lý Havok , cho phép nhiều hơn các yếu tố thực tế của môi trường như "các mảnh vụn lăn xuống một đoạn đường" . Ngoài ra, còn có kế hoạch triển khai VoIP vào trò chơi .
Kể từ khi thông báo, người hâm mộ cũng được tham gia vào sự phát triển của StarCraft II thông qua phản hồi và những câu hỏi trên các fansites và diễn đàn. Định kỳ, Blizzard Entertainment cung cấp Q & A, các trang web về các đơn vị, các tòa nhà, và truyền thuyết, podcast (có tiêu đề "BlizzCast"), và các bài viết từ các nhân viên Blizzard trên diễn đàn . Cộng đồng StarCraft II cũng nhận nhận thức được quá trình phát triển nội bộ qua một đại diện chính thức dùng cái tên Karune (Kevin Yu) trên Diễn đàn Thảo luận Battle.net. Karune thường xuyên đăng Q & A trên diễn đàn Battle.net để trả lời câu hỏi fansite khác nhau về trò chơi. Hơn nữa, Battle Reports của bản xây dựng alpha mới nhất của StarCraft II cũng đôi khi được upload lên StarCraft II website, với ý kiến được cung cấp bởi nhà thiết kế Dustin Browder và thành viên nhóm Blizzard eSports là Robert Simpson.
Vào tháng 6 năm 2008 Blizzard Worldwide Invitational, Phó chủ tịch Blizzard là Rob Pardo đã được trích dẫn khi nói rằng sự phát triển của chiến dịch đã hoàn thành được một phần ba . Ông cũng cho biết StarCraft II đã được phát hành như là một trò chơi bộ ba, bắt đầu từ Wings of Liberty, tập trung vào Terran, tiếp theo bởi Heart of the Swarm, xoay quanh Zerg, và cuối cùng là Legacy of the Void, dành cho Protoss . Vào ngày 25 tháng 2 năm 2009, Blizzard đã công bố cuộc thi Blizzard Theme Park, nơi giải thưởng sẽ bao gồm hai key beta cho StarCraft II . Những tin tức cập nhật và trang thông tin cập nhật của Battle.net cho Warcraft III: The Frozen Throne nói rằng các người chơi trong top 20 từ mỗi lĩnh vực sẽ được tặng một StarCraft II key beta . Trong tháng 2 năm 2010, Giám đốc điều hành Blizzard là Mike Morhaime thông báo rằng một phiên bản close beta sẽ mở cuối tháng đó .
Blizzard đăng ngày phát hành cho bản beta đầu tiên của trò chơi vào mùa hè năm 2009, nhưng thất bại trong việc phát hành một phiên bản beta trong thời gian đó . Kể từ ngày 6 tháng 5 năm 2009, đã có thể đăng ký được cho giai đoạn beta của trò chơi . Trong tháng 11 năm 2009, nhà sản xuất của trò chơi Chris Sigaty khẳng định sẽ không có phiên bản beta công cộng cho trò chơi diễn ra trong năm 2009 nhưng người hâm mộ yên tâm rằng nó sẽ xảy ra trong năm tới . Ngày 17 tháng 2 năm 2010, StarCraft II bắt đầu giai đoạn thử nghiệm close beta, như đã hứa . Phiên bản beta này được dự kiến sẽ kéo dài từ 3-5 tháng. Key beta cho bản phát hành đầu tiên đã được bán trên eBay với giá lên đến $ 400 . Blizzard cũng phát hành trình soạn thảo bản đồ cho phiên bản beta là một phần của Patch 9 . Theo công ty, họ đã lên kế hoạch phát hành một bản vá lỗi chính vào cuối giai đoạn thử nghiệm . Tính đến ngày 23 tháng 7 năm 2010, 18 bản vá lỗi đã được phát hành cho phiên bản beta (chỉ có 17 trên các máy chủ châu Âu) , bao gồm một bản vá trong đó cung cấp truy cập vào trình biên tập bản đồ Galaxy. Ngày 12 tháng 5 năm 2010, Blizzard phát hành phiên bản beta cho khách hàng có máy tính chạy Mac OS X và cho những người dùng đã đăng ký. Ngày 17 tháng 5 năm 2010, Blizzard đã công bố rằng giai đoạn thử nghiệm beta đầu tiên sắp kết thúc ở tất cả các vùng vào ngày 31 tháng 5, nhưng sau đó được gia hạn đến ngày 7 tháng 7 , Giai đoạn thứ 2 bắt đầu vào ngày 7 tháng 7 năm 2010, và kết thúc vào ngày 19 tháng 7 năm 2010 .
Trong một cuộc phỏng vấn được tổ chức vào tháng 6 năm 2009, Rob Pardo đã chỉ ra rằng hỗ trợ LAN sẽ không được nằm trong StarCraft II . Loại bỏ mạng LAN đòi hỏi người chơi phải kết nối thông qua máy chủ của Blizzard trước khi có thể chơi mạng, khiến game thủ nói lên sự bất mãn của họ trực tuyến . Sự tranh cãi được leo thang thêm khi Blizzard xác nhận rằng trò chơi sẽ không hỗ trợ máy chủ qua chơi ra khỏi hộp, hạn chế game thủ chỉ chơi với đối thủ địa phương, ví dụ, Hoa Kỳ đối với những game thủ ở Mỹ và châu Âu đối với châu Âu. Công ty ban đầu đã giải thích rằng Australia và New Zealand sẽ là các máy chủ đặt tại Đông Nam Á, hỗ họ chống lại các người chơi từ Indonesia, Philippines, Malaysia, Singapore, và Thái Lan . Tuy nhiên, bắt đầu từ patch 1.1.0, nó đã được công bố là phiên bản Đông Nam Á/Australia/New Zealand của trò chơi sẽ không bị khóa vùng, với game thủ có thể chơi trên cả máy chủ SEA/ANZ và Bắc Mỹ .
Mike Morhaime, chủ tịch của Blizzard, tuyên bố trong buổi lễ khai mạc Blizzcon 2009 rằng StarCraft II và nền tảng Battle.net mới sẽ được phát hành trong năm 2010, với khoảng cách là một tháng giữa các phiên bản . Tháng 3 nam7, Blizzard đã nói rằng nền tảng mới đã được thử nghiệm beta bên ngoài và được quy hoạch để phát hành vào đầu tháng 7 năm 2010 , cho cả StarCraft II và World of WarCraft: Cataclysm, và sau đó nâng cấp cho Diablo 3. Ngày 5 tháng 5 năm 2010, đã được tiết lộ rằng StarCraft II và Battle.net 2,0 sẽ được tích hợp với trang web mạng xã hội Facebook, "linking the world's premier online gaming platform with the world's most popular social platform" , một động thái cho phép các game thủ tìm kiếm giữa những người bạn của họ ở Facebook làm đối thủ trên StarCraft II. Tạp chí Wired, trong Vaporware Award hàng năm, xếp StarCraft II đứng đầu tiên trong số các sản phẩm công nghệ chậm trễ của năm 2009 . StarCraft II cuối cùng đã được phát hành vào ngày 27 tháng 7, năm 2010 , với các bên khởi động ở các thành phố được lựa chọn của các nước trên thế giới, chẳng hạn như Singapore . Nhận xét của khách hàng và những người nhận được đĩa DVD cài đặt trước khi phát hành ngày 27 tháng 7 được chào đón với một màn hình báo lỗi, nói cho họ phải chờ đợi cho đến khi ngày phát hành . Không có cách giải quyết khác được biết đến và một số nhận xét đã ca ngợi hành động này đã hạn chế các nhà báo đến chơi và xem lại trò chơi với những người chơi thực tế .
So với StarCraft, StarCraft II được thiết kế để tập trung nhiều hơn vào nhiều khía cạnh, với những thay đổi bao gồm những cải tiến lớn cho Battle.net, một hệ thống "bậc thang" cạnh tranh mới cho việc xếp hạng, và cơ khí môi giới mới được thiết kế để "phù hợp hơn" cho người chơi có trình độ kỹ năng như nhau . Ngoài ra, chức năng phát lại, cho phép người chơi ghi lại và xem xét trò chơi trong quá khứ, đã được cải thiện. Blizzard cũng nói rằng họ kết hợp những thay đổi trong game đã được đề xuất bởi người hâm mộ . StarCraft II tiếp tục sử dụng các đoạn phim cắt cảnh của người tiền nhiệm để nói trước cốt truyện và đồng thời cũng nâng cao chất lượng của cá cắt cảnh trong trò chơi ở cấp độ bản thân, đó là kết xuất on-the-fly sử dụng engine giống như đồ họa trò chơi trong các trò chơi phù hợp. Blizzard đã nói rằng, với động cơ đồ họa mới mà StarCraft II sử dụng để làm cho lối chơi, họ "thực sự có thể tạo ra trong trò chơi đoạn phim cắt cảnh của chất lượng gần điện ảnh" . Những cải tiến bao gồm việc giao cao cấp và nhiều cảnh quan địa hình không gian chi tiết, chẳng hạn như nền tảng nổi trong không gian với các hành tinh và tiểu hành tinh trong nền. Vách đá nhỏ, mở rộng, và các dấu hiệu quảng cáo thậm chí cũng được hiển thị là có được cải thiện và tinh chế.

## Phát hành

### Phiên bản
Vào ngày 8 tháng 4 năm 2010, Blizzard chính thức công bố rằng trò chơi sẽ được cung cấp tại trong cả phiên bản tiêu chuẩn và sưu tập. Trò chơi cũng đã được làm sẵn có để tải về kỹ thuật số từ Blizzard từ ngày phát hành; tải bắt đầu vào ngày 15 . Phiên bản sưu tập thì đi kèm với một sách nghệ thuật, 2 GB ổ đĩa flash mẫu sau dog tag của Jim Raynor với bản gốc StarCraft và bản mở rộng Brood War cài đặt sẵn, DVD hậu trường, nhạc, truyện tranh, chân dung đại diện duy nhất, một mô hình độc đáo của đơn vị Thor trong trò chơi, và vật nuôi của World of Warcraft .
Ngày 24 tháng 6 năm 2010, ở sự kiện báo chí duy nhất ở Hàn Quốc, Blizzard đã thông báo rằng người Hàn Quốc sẽ có thể chơi StarCraft II miễn phí với một đăng ký kích hoạt của World of Warcraft. Trong PC bang, hoặc những tiệm cà phê khác, người chơi có thể chơi trò chơi bằng cách trả 1.000 Won Hàn Quốc (khoảng 1$)/giờ. Các tùy chọn khác bao gồm một đăng ký 30 ngày với 9.900 ₩ (khoảng 8$), một đăng ký 24 giờ chơi với 2.000 ₩ (khoảng 1.50$), và truy cập không giới hạn với 69,000 ₩ (khoảng 56$) . Giấy phép kết thúc thỏa thuận của người sử dụng (EULA) cho StarCraft II là khác đáng kể từ những tựa game trước đó của Blizzard trong đó việc mua trò chơi chỉ viện trợ cho người mua một giấy phép để chơi, trong khi trò chơi chính nó vẫn là tài sản của Blizzard. Bất kỳ vi phạm số tiền EULA không chỉ vi phạm hợp đồng mà cũng vi phạm bản quyền, cho Blizzard kiểm soát trò chơi tốt hơn. Mối quan tâm đã được nâng lên bởi công thức mà EULA thay đổi có thể ảnh hưởng đến nhiều giải thi đấu không được xác nhận bởi Blizzard .

### Bán hàng

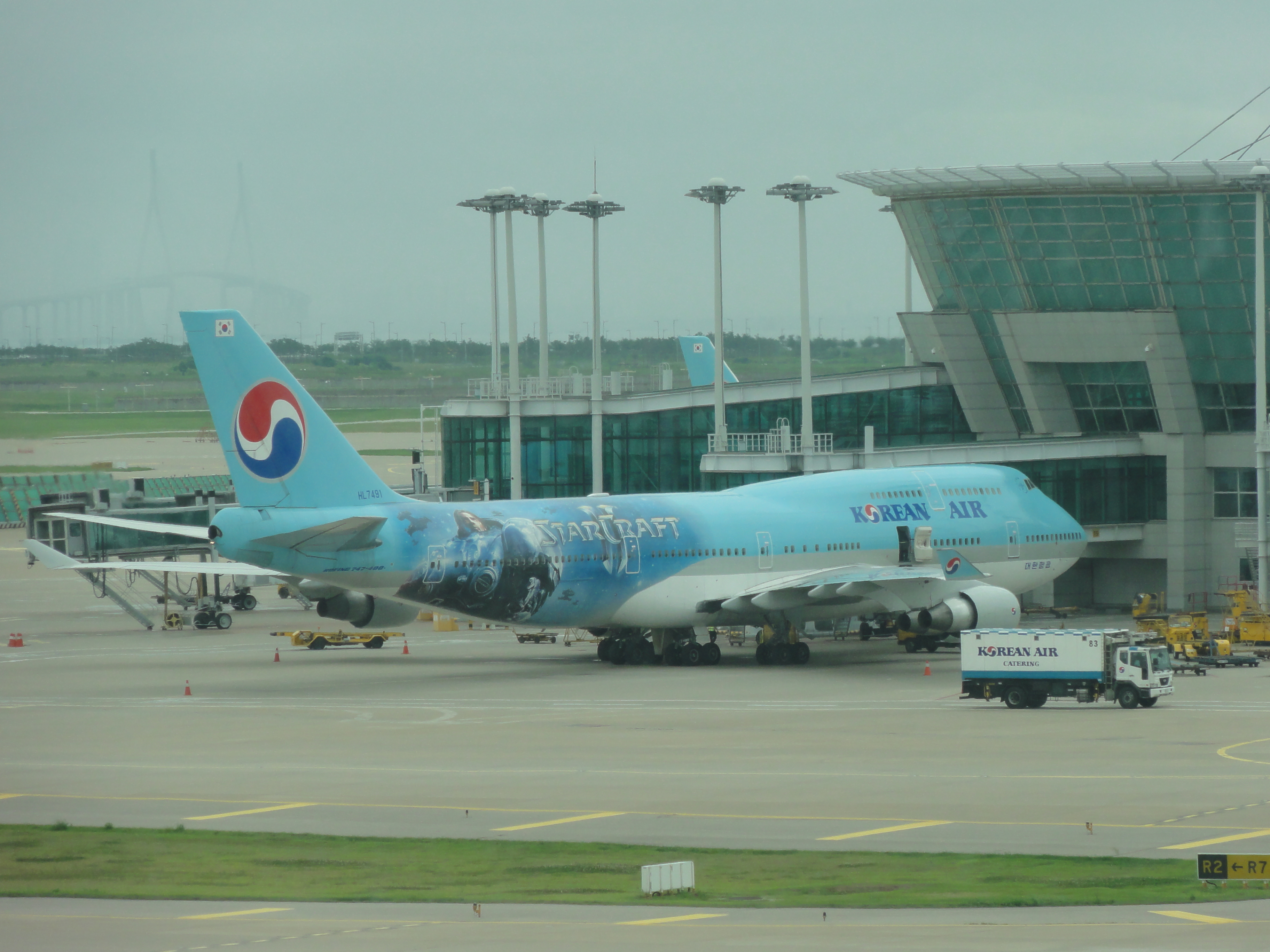
Một máy bay Boeing 747 của Korean Air trên Sân bay quốc tế Incheon với một quảng cáo cho StarCraft II sơn trên thân máy bay. Jim Raynor được nổi bật hiển thị trên máy bay.

Blizzard đã tiến hành một thỏa thuận với Hàn Quốc kéo dài 6 tháng, trong đó 2 máy bay của hãng hàng không máy bay trên cả tuyến quốc tế và trong nước đều hiển thị quảng cáo nổi bật của StarCraft II gồm Jim Raynor trên thân máy bay . Vào ngày 3 tháng 8 năm 2010, Blizzard đã thông báo rằng StarCraft II đã bán được hơn một triệu đơn vị trên toàn thế giới trong vòng một ngày phát hành. Sau 2 ngày, khi Blizzard đã bắt đầu bán trò chơi như là một tải về kỹ thuật số trên trang web của nó, khoảng 500.000 đơn vị khác của trò chơi đã được bán ra, nâng tổng số lên đến 1,5 triệu trên toàn thế giới và làm cho nó là trò chơi chiến lược bán nhanh nhất mọi thời đại . Trong tháng đầu tiên của nó được bán, StarCraft II được bán ra tổng cộng 3 triệu bản trên toàn thế giới .] Tính đến tháng 12 năm 2010, trò chơi đã bán được gần 4,5 triệu đơn vị .] Trò chơi cũng có nhiều, báo cáo tải về vi phạm bản quyền hơn 2,3 triệu lần, và lập một kỷ lục cho hầu hết các dữ liệu được chuyển giao bởi một dòng duy nhất chỉ trong 3 tháng .

### Khó khăn kĩ thuật
Một trang web trò chơi và công nghệ đã báo cáo một "lỗi quá nóng" với StarCraft II trong một số trường hợp dẫn đến tổn thương vĩnh viễn cho card màn hình. Nguồn gốc của vấn đề là tỷ lệ khung hình không bị khóa trên màn hình, làm cho card liên tục kết xuất đồ họa hình ảnh, kết quả là tỏa nhiệt quá mức. Blizzard đã thừa nhận vấn đề, và đã đăng một cách giải quyết tạm thời . Họ cũng đề nghị đảm bảo hệ thống máy tính được thông gió tốt và liên lạc với nhà sản xuất bo mạch ảnh cho các vấn đề liên quan đến phần cứng . Trong phản ứng liên quan báo cáo, Quản lý PR của Blizzard, Bob Colayco cho biết: Không có mã số nào trong phần mềm của chúng tôi sẽ làm card màn hình bị nóng quá." Khi chúng tôi thấy vấn đề này lần đầu tiên được báo cáo, chúng tôi đã thực hiện triệt để xét nghiệm bổ sung và xác định rằng đối với những người chơi gặp vấn đề này, nhiều khả năng nguyên nhân là liên quan đến phần cứng."  CrunchGear cũng cho rằng vấn đề không phải liên quan đến StarCraft II, nhưng thay vào đó là sự duy trì phần cứng kém và không đủ làm mát. Tuy nhiên họ đồng ý rằng quá nóng chỉ xảy ra trên màn hình không framerate bị khóa và cung cấp sửa chữa mà Blizzard đã cung cấp cho người dùng . Bài viết khác khuyên người dùng thường xuyên làm sạch bụi trong máy tính của họ để nâng cao hiệu quả làm mát của các hệ thống . Blizzard đăng một tin nhắn trên diễn đàn chính thức của họ là vấn đề đó đã bị loại bỏ . Các thông báo ban đầu là: "Screens that are light on detail may make your system overheat if cooling is overall insufficient. This is because the game has nothing to do so it is primarily just working on drawing the screen very quickly."

## Đánh giá
Kể từ khi phát hành, StarCraft II đã được đáp ứng với lời khen ngợi, với số điểm tổng hợp là 93% tại Metacritic  và 92,67% tại Game Rankings . Trò chơi này được đặc biệt ca ngợi về việc giữ lại lối chơi chơi RTS nổi tiếng từ StarCraft, trong khi giới thiệu tính năng mới và cải thiện cách kể chuyện. GamesRadar cảm thấy rằng "bằng nhiều cách, StarCraft II: Wings of Liberty cảm thấy như StarCraft 2.0- và đó là một điều tốt", nói rằng nó là "cung cấp trên tất cả các mặt trận". NZGamer.com cho biết trò chơi là "trò chơi RTS hay nhất phát hành trong năm và là một trong những trò chơi hay nhất trên máy tính" . Liên quan đến câu chuyện của nó, GameTrailers đã nói: "If there's anything immediately apparent from Wings of Liberty's story, it's that the series' narrative structure has evolved well beyond the original's sparse between-sortie intermissions," gọi nó là "an epic and entertainingly told yarn", trong khi Eurogamer chỉ trích các cuộc đối thoại là "phẳng lì" và các nhân vật như là "hoặc là quá sáo mòn, tầm thường hoặc cả hai" . Giant Bomb lặp lại quan điểm này trong khi cũng ghi nhận cuộc nói truyện trong Hyperion giữa các nhiệm vụ, việc tìm kiếm nó phải có "chiều sâu của nhân vật, nhiều con đường đáng tin cậy hơn, xoắn nhiều bất ngờ, hơn tôi thành thật mong đợi trong câu chuyện" . Tuy nhiên IGN thì lưu ý rằng "không nghi ngờ gì việc người hâm mộ thương hiệu sẽ tin vào nó, nhưng những người mới có thể tự hỏi về những phiền phức là về cái gì khi đi qua các nhiệm vụ đầu tiên mà thiếu sự khẩn cấp mà bạn sẽ hy vọng có khi số phận của nền văn minh đang ở trong tình trạng nguy hiểm." 
Joystiq đã rất tích cực đối với dịch vụ chơi mạng được cải thiện, gọi đó là "tương tự như Xbox Live và PSN, đó là một sự thay đổi từ môi giới cổ xưa của Battle.net trong trò chơi trước đó của Blizzard trước" , trong khi GameSpot được gọi là số người chơi nội dung trực tuyến là "đáng kể", ghi nhận sự đa dạng của bản đồ và hỗ trợ trực tuyến lên đến 12 người chơi . Khi so sánh giữa phương thức chơi đơn và chơi mạng, GameSpy cảm thấy rằng phần chơi đơn là "less inspiring, mostly because of the extremely shallow learning curve", với chơi trực tuyến là "so smooth, so challenging, and so much plain-old-fun". John Meyer của Wired biểu dương engine đồ họa cải tiến, nói rằng nó "cho thấy nhiều thập kỷ đánh bóng" và một "slick trình bày mới" . Matt Peckham của PC World cũng lưu ý rằng một số khách hàng bày tỏ sự không hài lòng với sự vắng mặt của phần chơi trên mạng LAN, sự thiếu cảnh giới qua chơi và chiến dịch được giới hạn ở chủng tộc Terran . Game Revolution, liên quan đến việc chỉ có thể chơi chiến dịch Terran, tuy nhiên, đã chỉ ra rằng "Wings of Liberty có 29 nhiệm vụ; bản gốc StarCraft đã hơn 30; Phải công bằng khi nói tới một trong những phần tiếp theo có gần như cùng dung lượng; Broodwar cũng có khoảng 30. Chúng tôi mang đến trò chơi đầy đủ có 50$, và chúng tôi đang nhận cung cấp hai bản mở rộng. Nếu bạn muốn cảm thấy tức giận về cái gì, hãy chọn cái gì khác." 
Ars Technica đặc biệt ca ngợi phần chiến dịch chơi đơn là "fun as hell". Họ cũng rất ấn tượng với công cụ modding của trò chơi cho phép người dùng tạo ra nội dung riêng của họ và phân phối cho người hâm mộ khác. Hai vấn đề "xấu xí" mà họ xác định với trò chơi là thiếu chơi mạng LAN và quyết định chia ra các vùng. Họ cho rằng những quyết định này đã chịu ảnh hưởng của Activision hơn là bởi các nhà thiết kế game tại Blizzard, và cảm thấy rằng điều này sẽ khiến nhiều người bỏ trò chơi và làm khó khăn cho những người có bạn bè quốc tế . Trong một bài báo riêng biệt, Ars Technica mạnh mẽ hỗ trợ StarCraft II chống lại một loạt bình chọn hạng 1 được trao cho trò chơi trên Amazon.com phản đối sự thiếu chơi mạng LAN . Họ lập luận sự tự vệ của Blizzard chống lại khiếu nại rằng đó không phải là một trò chơi đầy đủ bởi vì chỉ có chiến dịch Terran được phát hành, nhưng đã cho thấy "khách hàng khiếu nại về việc thiếu các mạng LAN và chơi khu vực qua đã được hợp pháp .